# پارک ملی کارا-شورو
پارک ملی کارا-شورو (به لاتین: Kara-Shoro Nature Park) یک پارک ملی و پارک در قرقیزستان است که در شهرستان اوزکند واقع شده‌است.